# Mariannaea clavispora
Mariannaea clavispora är en svampart som beskrevs av Samson & Bigg 1988. Mariannaea clavispora ingår i släktet Mariannaea och familjen Nectriaceae.   Inga underarter finns listade i Catalogue of Life.